# Tasjkent-overeenkomst
De Tasjkent-overeenkomst is een vredesverdrag tussen India en Pakistan dat op 10 januari 1966 werd gesloten en een formeel einde maakte aan de Tweede Kasjmiroorlog. 
Onder druk van de Veiligheidsraad was reeds op 23 september 1965, slechts enkele weken na het begin van het conflict, een staakt-het-vuren tot stand gekomen, maar er werd gevreesd voor een escalatie van het conflict waarbij mogelijk ook andere landen betrokken zouden raken. Om tot een duurzamere oplossing te komen werd vanaf 4 januari 1966 een bijeenkomst georganiseerd in Tasjkent, toen nog de hoofdstad van de Oezbeekse Socialistische Sovjetrepubliek in de Sovjet-Unie. India werd in de onderhandelingen vertegenwoordigd door eerste minister Lal Bahadur Shastri. Namens Pakistan nam president Ayun Khan deel aan de bijeenkomst. Premier Aleksej Kosygin van de Sovjet-Unie trad op als bemiddelaar.

## Belangrijkste bepalingen
In de overeenkomst werd onder meer het bestaande staakt-het-vuren geformaliseerd en bepaald dat beide partijen hun troepen uiterlijk 25 februari 1966 zouden terugtrekken tot ten minste de posities van 5 augustus 1965. Verder bevatte de overeenkomst de intentie om te werken aan een duurzame vriendschappelijke band tussen de beide buurlanden. Daartoe werd onder meer besloten tot herstel van de economische- en handelsrelaties, hervatting van de diplomatieke betrekkingen en herstel van communicatie en culturele uitwisseling. Promotie gericht tegen de ander partij zou worden ontmoedigd en krijgsgevangen zouden worden gerepatrieerd. Ook werd afgesproken dat de leiders van India en Pakistan in de toekomst vaker bijeenkomsten zouden beleggen om op vreedzame wijze oplossingen te vinden voor politieke kwesties.
De overeenkomst werd in de internationale gemeenschap als een succes beschouwd. Desalniettemin vonden er ook na afloop van de bijeenkomst in Tasjkent schermutselingen plaats in het betwiste gebied. Formeel hield het vredesverdrag echter nog stand tot 1971. In dat jaar mondden de blijvende spanningen tussen beide landen uit in een nieuwe oorlog: de Indo-Pakistaanse Oorlog van 1971.